# Kuchnia polowa

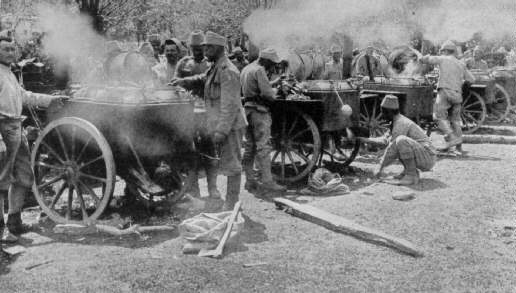
Kuchnie polowe z okresu I wojny światowej

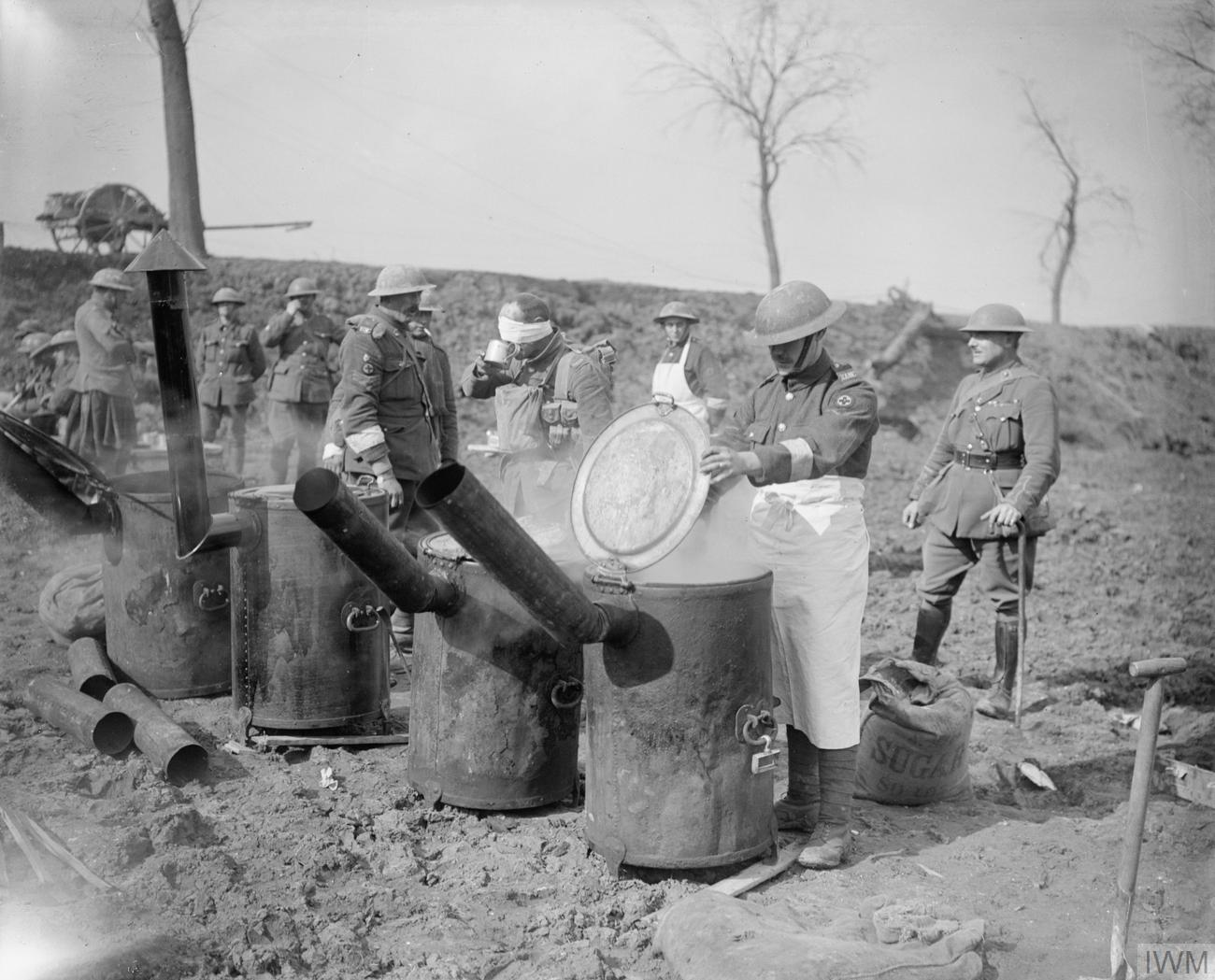
Piece Soyera podczas bitwy pod Arras, 1917

Kuchnia polowa (kuchnia wojskowa) – zestaw kotłów i palenisk używany do przygotowania posiłków (najczęściej płynnych) w warunkach polowych, przystosowany do łatwego transportu. Kuchnie polowe używane są na wolnym powietrzu, zarówno w czasie marszu, jak i postoju. 
Najczęściej występuje w postaci przyczepki jednoosiowej.

## Historia
Wynalazcą kuchni polowej jest Alexis Soyer, francuski szef kuchni pracujący w Londynie. W połowie XIX wieku Soyer został doradcą rządu brytyjskiego do spraw zaopatrzenia armii. Pracując dla wojska Soyer opracował zbiór prostych przepisów dla kucharzy wojskowych, a także skonstruował kuchnię polową. Soyer pracował również nad wagonem kuchennym na potrzeby wojska. 
Kuchnia Soyera składała się z kotła, pod którym umieszczony był palnik z zasuwką. Zaletami takiego rozwiązania były znaczne oszczędności paliwa (kuchnie Soyera mogły być opalane różnymi paliwami), zmniejszenie liczby kucharzy (do obsługi kotła potrzebna była mniejsza ich liczba) oraz konstrukcja palnika pozwalająca na regulację płomienia. Płomień był zasłaniany zasuwką, co utrudniało obserwację przez wroga, na ile osób przygotowywany jest posiłek.
Kuchnie Soyera używane były m.in. w czasie wojny krymskiej, używano ich również w Londynie w czasie II wojny światowej.
Pierwsza mobilna kuchnia wojskowa została wyprodukowana przez firmę Fissler Karla Rudolfa Fisslera w 1892 roku. Zamówienie na skonstruowanie kuchni polowej złożyła armia pruska. Według innych źródeł pierwszą kuchnię polową na podwoziu skonstruował w 1880 roku pułkownik armii rosyjskiej Nikiforow. 
W 1939 roku wprowadzono do użytku kuchnię polową umożliwiającą gotowanie kilku potraw równocześnie („Hydro burner”), w kolejnych latach jednopalnikowe kuchnie dla czołgistów czy dwupalnikowe kuchnie z piekarnikiem pakowane w walizkę.
W Polsce produkcję kuchni polowych rozpoczęto w okresie międzywojennym. Wytwarzały je firmy Odlew i Zieleniewski. Produkowano wówczas cztery typy kuchni polowych: dla piechoty (model wz. 36-P), dla kawalerii (wz. 23 i 31), dla wojsk zmotoryzowanych i pancernych oraz kuchnia z dwoma kotłami dla mniejszych oddziałów (wz. 37-R).
Po II wojnie światowej pierwszym wyprodukowanym w Polsce typem kuchni polowej był wz. 320/51. Kuchnia ta mogła być holowana przez samochody ciężarowe, terenowe lub przez konie. Znajdowały się w niej cztery kotły oraz cztery termosy (umieszczone z przodu). Kuchnia malowana była w kolorach maskujących.

## Dane techniczne
Przykładowe dane techniczne (kuchnia typu KP-340, będąca na wyposażeniu Wojska Polskiego):
- masa całkowita: 820 kg
- kotły:
  - liczba: 5 szt.
  - z płaszczem olejowym o pojemności:
    - 110 l: 1 szt.
    - 80 l: 1 szt.
    - 50 l: 1 szt.

  - bez płaszcza o pojemności:
    - 50 l: 1 szt.
    - 20 l: 1 szt.
- opał: olej napędowy (palnik) lub drewno (ruszt)
- średnie zużycie paliwa: oleju napędowego: 2,5 kg/godz.; drewna – 35 kg/godz.
- wymiary kuchni w stanie złożonym (długość × szerokość × wysokość): 4200×2300×3000 mm
- podwozie: przyczepa 1-osiowa
- rozmiary ogumienia: 6,50-16″PLY
- maksymalna szybkość holowania: 60 km/h
- maksymalna liczba żywionych: 160[7].